# Night Call
Ne doit pas être confondu avec Nightcall ou Night Call (jeu vidéo).
Pour plus de détails, voir Fiche technique et Distribution.
Night Call ou Le Rôdeur au Québec (Nightcrawler) est un thriller américain écrit et réalisé par Dan Gilroy, sorti en 2014.

## Synopsis
Lou Bloom est surpris à voler de l'acier dans un chantier de construction par un agent de surveillance. Il l'assaille de paroles en jouant l'innocent pour mieux détourner l'attention de celui-ci. Puis il l'attaque et lui vole sa montre par la même occasion. Il revend ensuite l'acier volé dans une casse dans laquelle il demande un travail mais où le gérant lui répond qu'il n'embauche pas de voleur. 
Sur le chemin du retour, il se retrouve devant le lieu d'un accident de voiture. La police, les pompiers et quelques cadreurs sont présents. 
Inspiré par une équipe de tournage indépendante qu'il voit en train de filmer l'accident, Lou décide de se lancer lui aussi dans la réalisation de vidéos. Le lendemain matin, il vole un vélo et avec l'argent de la revente il s'achète un caméscope et un scanner radio. Il filme un homme blessé lors du vol de sa voiture et propose son film à une chaîne de télévision locale. La directrice de l'information de la nuit, Nina, achète la vidéo et encourage Lou à continuer son travail car sa chaîne perd des audiences et elle pense que Lou pourrait être sa chance de remonter la pente. La chaîne est surtout intéressée par des vidéos d'incidents violents dans les quartiers aisés et blancs perpétrés par des noirs et des hispaniques, puisqu'ils attirent le plus de téléspectateurs.
En train de prendre du galon, Lou se fait passer pour un grand chef d'entreprise et met une annonce sur internet. Il embauche le premier venu, Rick, un jeune homme SDF qui a arrêté ses études et a un besoin urgent d'argent et d'un toit. Lou l'embauche en lui disant que son job sera de le conduire, garer la voiture et apprendre par cœur les codes que se donne la police.
Pour obtenir de meilleures images, Lou modifie des scènes de crime, allant jusqu'à déplacer des cadavres. Son travail fait monter sa réputation et il achète un meilleur équipement et une voiture sportive, une Dodge Challenger SRT. Il refuse une offre d'affaire d'un concurrent et sabote sa camionnette, ce qui provoque plus tard un accident qu'il viendra filmer. Il menace Nina de mettre fin à leur relation professionnelle à moins qu'elle ait des relations sexuelles avec lui, sachant que le poste de Nina dépend de ses vidéos.
Lou et Rick arrivent avant la police sur le lieu d'une effraction dans un quartier aisé. Il entend un coup de feu, se cache et voit les tueurs sortir de la maison et s'enfuir. Lou enregistre des images de deux hommes armés quittant le lieu dans une grosse voiture noire. Il entre dans la maison et filme les trois cadavres baignant dans leur sang. Pour rajouter un côté dramatique à la vidéo, il filme à l'étage le berceau du bébé vide car cela rajouterait un sentiment d'angoisse et d'horreur pour les spectateurs, qui s’inquiéteraient pour le bébé. Le personnel de la chaîne de télévision craint que la diffusion des images ne respecte pas la déontologie, mais Nina souhaite marquer le coup et floute les visages. En échange, Lou demande plus d'argent.
La police se méfie de Lou et vient chez lui pour lui demander s'il a filmé ou identifié les deux tueurs. Lou répond par la négative et donne une très mince description, assez floue, alors que la vidéo montre les tueurs sortant de la villa et même la voiture et sa plaque d'immatriculation. Le policier et la policière lui demandent de lui donner la vidéo de la violation de domicile. Il leur donne une vidéo montée qui ne comporte pas l'identification des tueurs, qu'il localise lui-même. Accompagné de Rick, Lou prévoit de les suivre jusqu'à un endroit fréquenté et aisé pour plus de « spectacle », de prévenir la police et de filmer la confrontation. Effrayé, Rick exige la moitié de l'argent issu de la vente de la vidéo, menaçant Lou de dire à la police qu'il détient des preuves qu'il cache. Lou accepte après débat mais demande à Rick de sortir de la voiture pour filmer depuis un autre angle ; Rick refuse encore et Lou le menace de s'en prendre à lui physiquement. Finalement, Rick accepte et sort de la voiture.
Lou appelle la police et raconte un mensonge, comme quoi il aurait reconnu un des deux criminels et qu'ils l'auraient suivi en voiture. Il dit devoir mettre fin à l'appel téléphonique car ils « l'ont peut-être vu », ce qui est faux car ils mangent dans un fast-food. Après un appel de Lou, la police arrive au restaurant et échange des coups de feu avec les tueurs, tuant accidentellement deux des clients présents. Lou filme ces images. L'un des assassins est tué tandis que l'autre s'échappe en voiture. La police le prend en chasse, avec Lou et Rick les poursuivant tout en continuant à filmer. La voiture du tueur dérape et cause un accident. Lou convainc Rick d'aller filmer les images du tueur mort dans sa voiture pour faire le buzz. Rick s'approche et filme, jusqu'à ce qu'il croise le regard du tueur, qui était encore en vie alors que Lou le savait sciemment. Le tueur tire deux fois sur Rick et essaie de s'échapper en titubant, mais il est abattu par la police. Pendant que Rick est à l'agonie, Lou le filme et lui dit froidement qu'il l'a fait tuer car le coup de pression fait par Rick pour obtenir plus d'argent aurait continué. Rick répond, agonisant, qu'il ne savait sincèrement pas s'il l'aurait refait. Pour finir, Lou fait un gros plan sur son visage agonisant et ses yeux vitreux, sans montrer la moindre émotion et révélant sa nature sociopathique.
Nina est enchantée par la vidéo et exprime sa dévotion à Lou. L'équipe des actualités découvre que la « violation de domicile » était en fait un trafic de drogue qui a mal tourné ; Nina omet cette information afin de maximiser l'impact de l'histoire sur les classes aisées. La police tente de confisquer la vidéo de la poursuite en tant que preuve, mais Nina défend son droit de garder la vidéo. Interrogé par l'inspectrice, Lou invente une histoire dans laquelle les tueurs l'ont suivi ; l'inspectrice suspecte un mensonge mais ne peut pas le prouver. Elle le traite de monstre en disant qu'il a fait tuer son assistant et l'a filmé en train d'agoniser de surcroît. Lou dit simplement, en souriant, que c'est son métier et déclare : « On dit souvent que quiconque me voit passe la pire journée de sa vie. » Lou investit dans deux camionnettes et embauche une équipe de stagiaires en vue d'agrandir son entreprise. Il les félicite et les encourage à persévérer dans ce métier. La dernière scène du film s'achève, glaçante, sur Lou disant à ses employés : « Et n'oubliez jamais : je ne vous demanderai jamais de faire quelque chose que je ne ferais pas moi-même. »

## Fiche technique
- Titre original : Nightcrawler
- Titre français : Night Call[1],[2]
- Titre québécois : Le Rôdeur
- Réalisation et scénario : Dan Gilroy
- Direction artistique : Naaman Marshall
- Décors : Kevin Kavanaugh
- Costumes : Amy Westcott
- Photographie : Robert Elswit
- Son : Scott Martin Gershin
- Montage : John Gilroy
- Musique : James Newton Howard
- Production : Jennifer Fox, Tony Gilroy, Jake Gyllenhaal, David Lancaster et Michel Litvak
- Société de production : Bold Films
- Sociétés de distribution : Open Road Films (USA), Paramount Pictures (France)
- Budget : 8,5 millions $[3]
- Pays d’origine : États-Unis
- Langue originale : anglais
- Format : couleur - 35 mm - 2.35 : 1 - Dolby Digital
- Genre : thriller et néo-noir[4]
- Durée : 117 minutes
- Dates de sortie[2] : 
  -  Canada : 5 septembre 2014 (festival international du film de Toronto 2014)
  -  États-Unis : 31 octobre 2014
  -  France,  Suisse romande : 26 novembre 2014

## Distribution
- Jake Gyllenhaal (VF : Rémi Bichet ; VQ : Guillaume Champoux) : Lou Bloom
- Rene Russo (VF : Véronique Augereau ; VQ : Hélène Mondoux) : Nina Romina
- Riz Ahmed (VF : Antoine Schoumsky ; VQ : Kevin Houle) : Rick, l'assistant de Lou
- Bill Paxton (VF : Gilles Morvan ; VQ : Daniel Picard) : Joe Loder
- Michael Hyatt (VF : Ivana Coppola) : L'inspecteur Fronteiri
- Kevin Rahm : Frank Kruse
- Kiff VandenHeuvel (VF : Mathieu Rivolier) : Rédacteur
- Sharon Tay (VF : Sylvie Jacob) : Sharon Tay, présentatrice de KWLA
- Rick Chambers (VF : Michel Dodane) : Ben Waterman, présentateur de KWLA
- Kent Shocknek (VF : Yann Guillemot) : Kent Shocknek, présentateur de KWLA
- Eric Lange (VF : Yann Guillemot) : Cadreur
- Jamie McShane (VF : Yann Guillemot) : Automobiliste

Sources et légendes : version française (VF) sur AlloDoublage ; version québécoise (VQ) sur Doublage Québec

## Accueil

### Accueil critique
Le film a été globalement très bien accueilli par les critiques, et ce des deux côtés de l'Atlantique. Rotten Tomatoes le place à 95 % sur la base de 197 critiques anglophones, avec une moyenne de 8,2 sur 10 et le consensus suivant : « Nerveux, doucereux et dynamisé par l'habile interprétation de Jake Gyllenhaal, Night Call est un film noir à suspense apte à susciter la réflexion. » La base de données Metacritic lui donne une moyenne de 76 % d'après 45 avis.
Le site francophone Allociné lui donne une moyenne de 3,8 sur 5 d'après 25 critiques presse. La plupart des critiques salue surtout le jeu de Jake Gyllenhaal tout en soulignant le message moral central du film. Stéphanie Pelbêche du Journal du dimanche : « Atmosphère sordide, humour noir, audace de chaque instant, cynisme absolu : un thriller puissant, qui vaut pour l’interprétation magistrale de Jake Gyllenhaal. » Pour Laura Meyer de Première, « dans la peau de Lou Bloom, Jake Gyllenhaal, vautour aux traits émaciés, compose un hybride effrayant de Travis Bickle et de Norman Bates. Et confirme, treize ans après Donnie Darko et dans la foulée d’Enemy, qu’il est fait pour incarner des âmes sombres. » 
Cécile Mury de Télérama écrit que le personnage principal est « devenu le meilleur de tous les charognards qui traquent le fait divers après minuit, n'est pas simplement cynique, ou vénal. C'est un authentique sociopathe, un traqueur froid, tout entier dévoré par ses pulsions, et qui vole les images comme d'autres tuent à la chaîne [...] À travers cette figure dérangeante, le film ne s'attaque pas seulement au commerce du voyeurisme ou à l'univers impitoyable du business hollywoodien. Il épingle aussi, cruellement, le discours agressif et aliénant du management. Gloire à ceux qui sont prêts à tout, vraiment tout… Amoralité glaçante, mais drôle aussi, pour qui aime déguster l'humour très noir. » Clément Ghys, à Libération, insiste aussi sur l'aspect moralisateur du film : « Peu importe qu’il soit manipulateur, ou dingue, celui qui maîtrise la technique se doit de produire du contenu, de la supposée information. Mais le libéralisme se nourrit de l’ambition de ses sujets, et, quand le paparazzi 2.0 cherche à prendre le pouvoir, le système télévisuel se mord la queue, perd sa dernière réserve d’humanité. La démonstration, très classique, binaire et implacable, fait de Night Call une affaire de morale, comme tout bon thriller. »
Simon Riaux d'Écran large juge quant à lui qu'« en mesurant son ton et ses effets plutôt qu'en les assénant, le métrage aurait pu passer de thriller habile et engagé à œuvre coup de poing ». Romain Le Verne à TF1 News conclut que « cette allégorie à la fois cynique et jouissive sur l'arrivisme et les dérives déontologiques des médias s'inspire, comme Drive, des polars urbains atmosphériques des années 80 signés Michael Mann et Walter Hill ».
Elizabeth Lepage-Boily de Cinoche.com écrit « Je crois que ce ne serait pas exagéré d'affirmer à ce moment-ci que Nightcrawler de Dan Gilroy est l'un des meilleurs films de l'année 2014 et que Jake Gyllenhaal aura droit à sa nomination aux Oscars dans la catégorie meilleur acteur pour cette performance époustouflante qui nous donne froid dans le dos. Le personnage principal de ce film est définitivement sa plus grande qualité, et ce qui fait de la production une œuvre exceptionnelle. »

### Box office
Le film réalise 284 726 entrées en France et 32 millions de dollars de recette aux États-Unis,.

## Distinctions

### Récompenses
- American Film Institute Awards 2014 : top 10 des meilleurs films de l'année
- Boston Society of Film Critics Awards 2014 : réalisateur le plus prometteur pour Dan Gilroy
- Los Angeles Film Critics Association Awards 2014 : meilleure actrice dans un second rôle pour Rene Russo (2e place)
- National Board of Review Awards 2014 : top 2014 des meilleurs films
- National Society of Film Critics Awards 2015 : meilleure actrice dans un second rôle pour Rene Russo (3e place)
- New York Film Critics Online Awards 2014 : réalisateur le plus prometteur pour Dan Gilroy
- Phoenix Film Critics Society Awards 2014 : meilleur espoir derrière la caméra pour Dan Gilroy
- St. Louis Film Critics Association Awards 2014 : meilleur acteur pour Jake Gyllenhaal
- San Diego Film Critics Society Awards 2014 : 
  - Meilleur film
  - Meilleur réalisateur
  - Meilleur acteur pour Jake Gyllenhaal
  - Meilleur acteur dans un second rôle pour Riz Ahmed
  - Meilleure actrice dans un second rôle pour Rene Russo
  - Meilleur scénario original pour Dan Gilroy
  - Meilleure photographie pour Robert Elswit
  - Meilleure musique de film pour James Newton Howard
- Saturn Awards 2015 : Meilleure actrice dans un second rôle pour Rene Russo

- Vancouver Film Critics Circle Awards 2015 : meilleur acteur pour Jake Gyllenhaal

### Nominations et sélections
- Festival international du film de Toronto 2014 : sélection « Special Presentations »
- Toronto Film Critics Association Awards 2014 :
  - Meilleur acteur pour Jake Gyllenhaal
  - Meilleur premier film pour Dan Gilroy
- British Academy Film Awards 2015 :
  - Meilleur acteur pour Jake Gyllenhaal
  - Meilleure actrice dans un second rôle pour Rene Russo
  - Meilleur scénario original pour Dan Gilroy
  - Meilleur montage pour John Gilroy
- Critics' Choice Movie Awards 2015 :
  - Meilleur film
  - Meilleur acteur pour Jake Gyllenhaal
  - Meilleur scénario original pour Dan Gilroy
- Film Independent's Spirit Awards 2015 :
  - Meilleur premier film
  - Meilleur acteur pour Jake Gyllenhaal
  - Meilleur acteur dans un second rôle pour Riz Ahmed
  - Meilleur scénario pour Dan Gilroy
  - Meilleur montage pour John Gilroy
- Golden Globes 2015 : meilleur acteur dans un film dramatique pour Jake Gyllenhaal
- Oscars du cinéma 2015 : meilleur scénario original pour Dan Gilroy
- Satellite Awards 2015 :
  - Meilleur acteur pour Jake Gyllenhaal
  - Meilleur scénario original pour Dan Gilroy
- Screen Actors Guild Awards 2015 : meilleur acteur pour Jake Gyllenhaal
- Writers Guild of America Awards 2015 : meilleur scénario original de film pour Dan Gilroy